# Louis Bernacchi
Louis Charles Bernacchi  OBE (1876 – 1942) foi um físico e astrónomo britânico, conhecido por ter feito parte de duas expedições à Antárctida: Southern Cross (1898–1900) e Discovery (1901–1904).